# Pilipectus taiwanus
Pilipectus taiwanus är en fjärilsart som beskrevs av Alfred Ernest Wileman 1915. Pilipectus taiwanus ingår i släktet Pilipectus och familjen nattflyn. Inga underarter finns listade i Catalogue of Life.

## Bildgalleri

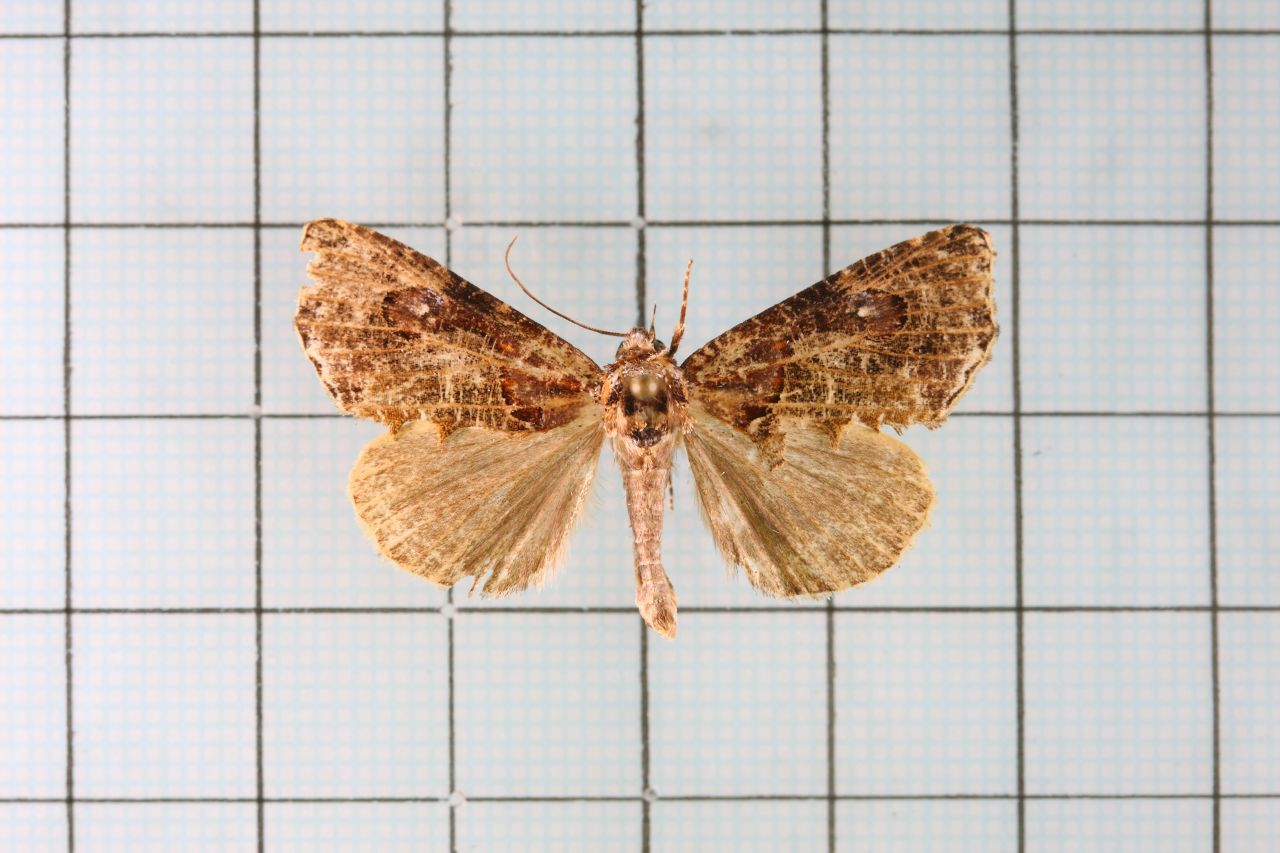
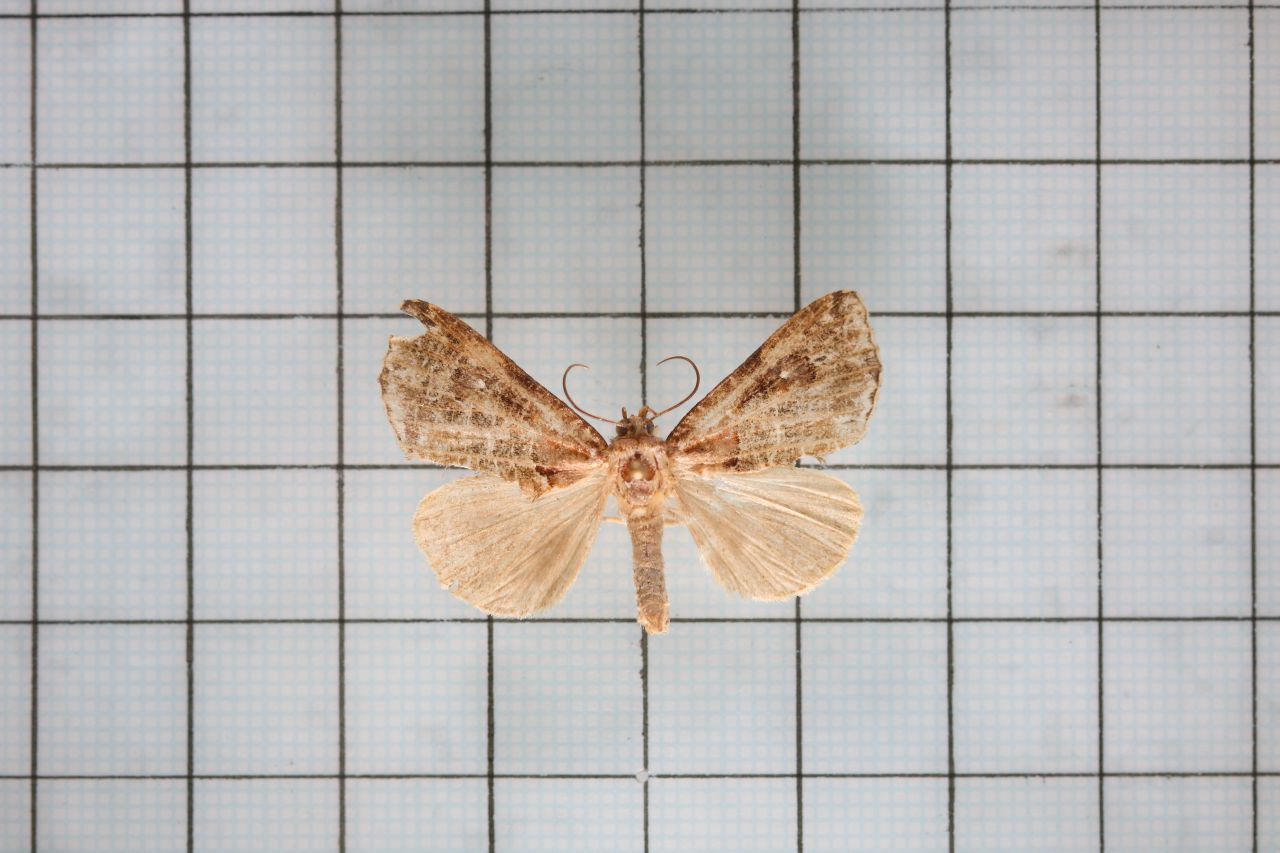
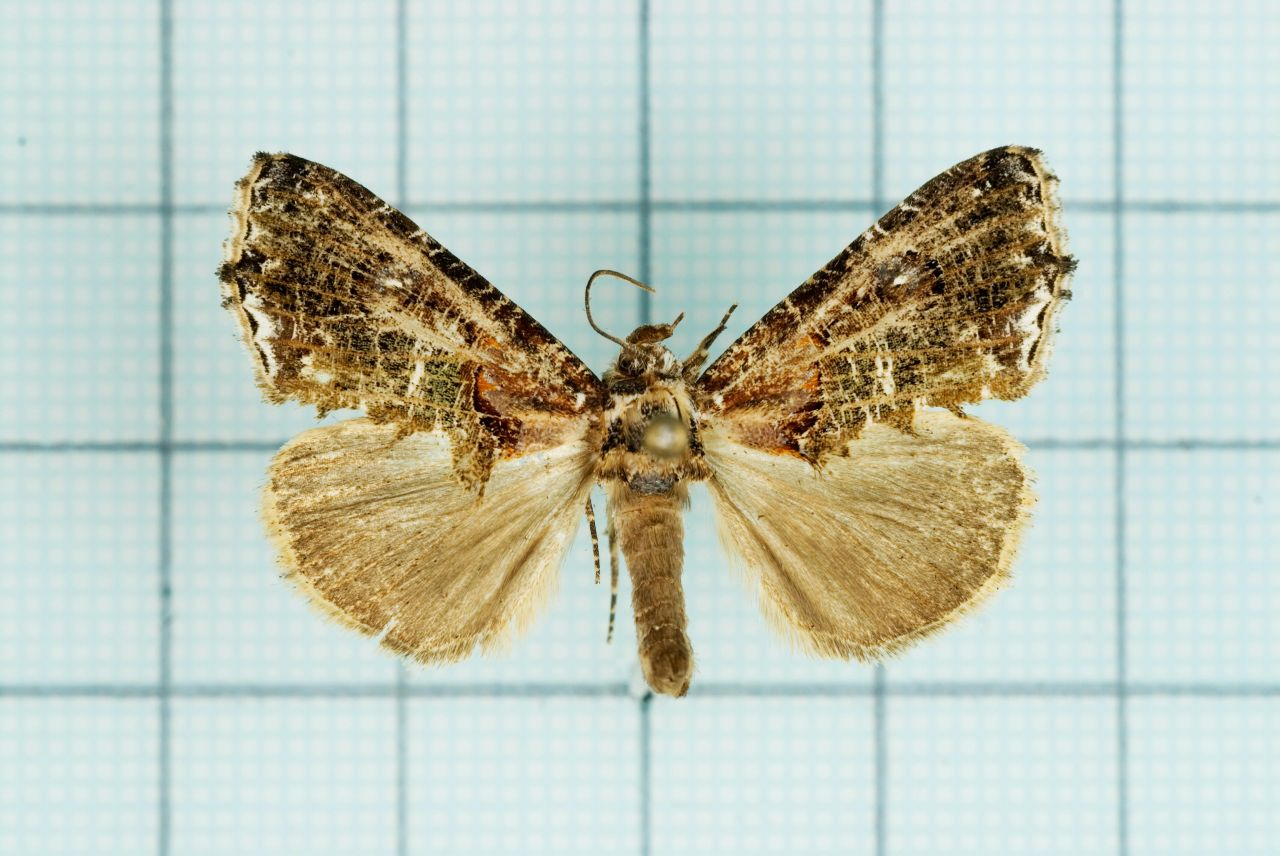